# ستيفان ريدلي
ستيفان ريدلي (بالإنجليزية: Stevan Ridley)‏ هو لاعب كرة قدم أمريكية أمريكي، ولد في 27 يناير 1989 في ناتشيز في الولايات المتحدة.

## وصلات خارجية
- ستيفان ريدلي على موقع إي إس بي إن.كوم (أن.أف.أل)3
- ستيفان ريدلي على موقع مرجع كرة القدم المحترفة.كوم (الإنجليزية)